# Dinheiro portoghese
Il dinheiro fu una moneta che circolò in Portogallo dalla fine del XII secolo fino al 1433 circa. Dodici dinheiro valevano un soldo e dodici soldo erano uguali ad una libra.
Le prime monete portoghesi  furono emesse dal primo re del Portogallo, Alfonso I. Poco dopo il 1179 ordinò l'emissione di monete dal valore di mezzo dinheiro (chiamata mealha) e da un dinheiro. Queste monete imitavano il dinero spagnolo e di conseguenza furono coniate in biglione. Circolavano accanto alle silique bizantine ed ai dirham e dinar dedi  Mori (storia).
Intorno al 1200, Sancho I introdusse anche il morabitino d'oro (cfr. maravedí), dal valore di 15 soldo. Un secolo più tardi, durante il regno di re Dionigi, fu introdotto il tornês d'argento, dal valore di 5½ soldo.
Nel 1380 re Ferdinando introdusse diverse nuove monete: la dobra d'oro dal valore di 6 libra, il real d'argento dal valore di 10 soldo e varie monete di biglione, alcune con nomi legati ad attrezzature belliche usate dai francesi che avevano aiutato il Portogallo nella guerra contro il regno di Castiglia, come ad esempio il pilarte che valeva sette dinheiro.
Durante il regno di  João I fu introdotto un nuovo real, conosciuto sia come "real de 3½ libras" o "real branco". Con un valore di 70 soldo, questa moneta divenne la moneta principale a partire dal regno del successore di João, re Duarte nel 1433.
Attualmente in  portoghese la parola "dinheiro" è il termine generico per indicare il "denaro".